# 후빈구

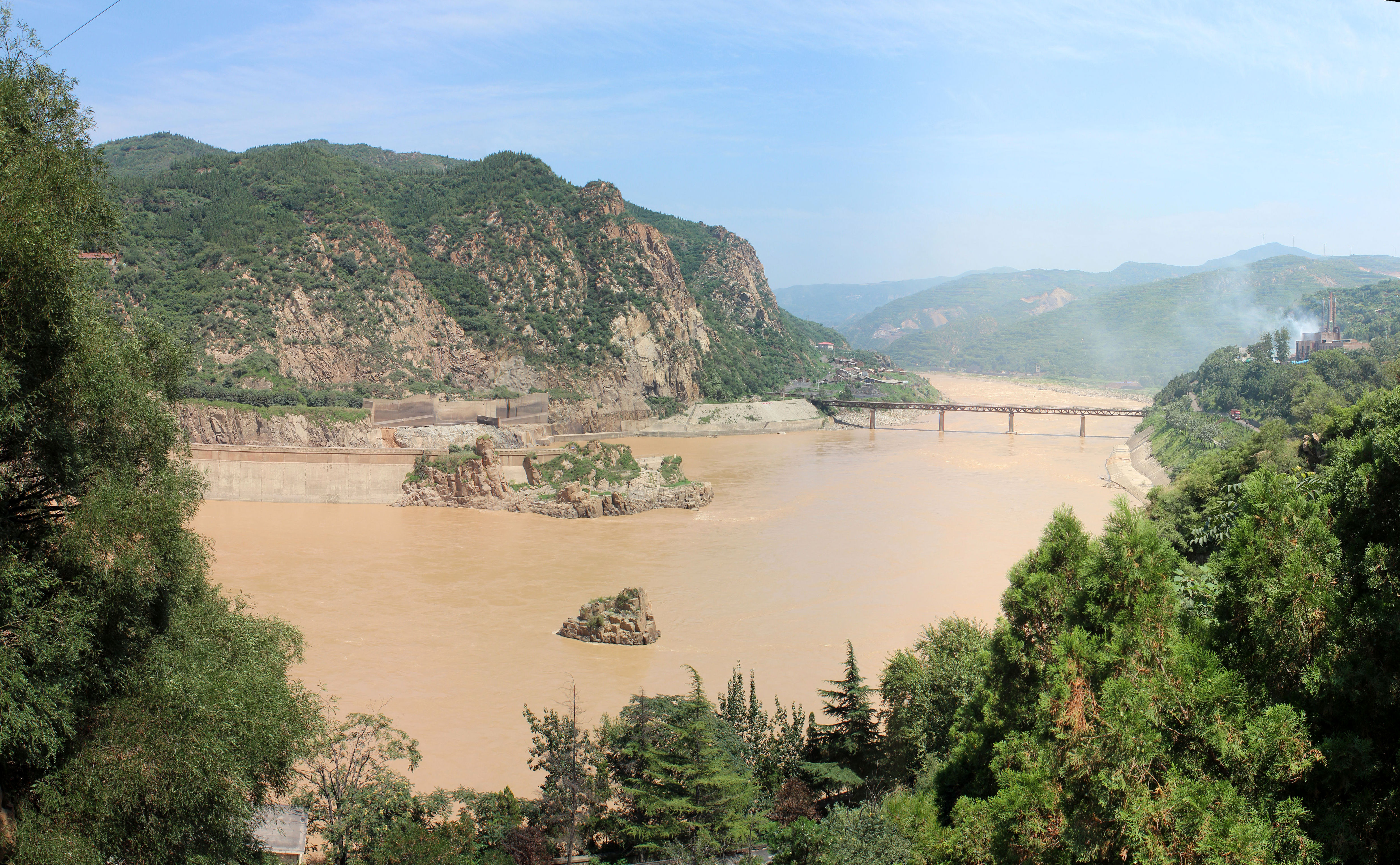

후빈구(한국어: 호빈구, 중국어: 湖滨区, 병음: Húbīn Qū)는 중화인민공화국 허난성 싼먼샤 시의 현급 행정구역이다. 넓이는 164km2이고, 인구는 2007년 기준으로 290,000명이다.

## 기후
연평균 기온은 14.4°C이고 연평균 강수량은 558mm이다.

## 행정 구역
7개 가도, 3개 향을 관할한다.
- 가도: 湖滨街道, 前进街道, 车站街道, 涧河街道, 大安街道, 会兴街道, 崖底街道.
- 향: 交口乡, 磁钟乡, 高庙乡.